# Informes y testimonios
 Informes y testimonios  es una película filmada en blanco y negro y en colores de Argentina dirigida por Diego Eijo (h), Eduardo Giorello, Ricardo Moretti, Alfredo O. Oroz, Carlos Vallina y Silvia Vega según su propio guion que se estrenó el 29 de agosto de 1973. Su título alternativo es La tortura política en la Argentina, 1966-1972. La película incluye fragmentos del filme El acorazado Potemkin  de Sergei Eisenstein, Unión Soviética, 1925.

## Sinopsis
Trata sobre las formas de la tortura física y moral aplicada por razones políticas en Argentina durante la dictadura que gobernó entre 1966 y 1973.

## Producción
Carlos Vallina, uno de los directores, explicó sobre la génesis del filme:

”Seis de los que habíamos realizado muestras dnuestros cortos, que compartíamos hechos fílmicos, programas en LR11 Radio universidad, crónicas en nuestras gacetillas de los ciclos, y la misma necesidad de justicia, nos reunimos para estimar un proyecto en común. Propuse el tema: la tortura…yo mismo no tenía certeza. Los demás acordaron. Buscamos los recursos,,, nos propusimos el grado cero de la comunicación testimonial, de la información objetiva militante, una ciencia de la imagen, una sensibilidad de lo real. El encuentro Rosselliniano con la referencia, nuestra Paisá…”

## Reparto
- Onofre Lovero
- Domingo Basile
- Orlando Amarilla
- Mario Gallino
- Jorge Nivellone
- Ricardo Talento
- Oscar Matarrese

## Comentarios
Blanca Rébora en Clarín dijo:

”No ay efectismos ni gratuidades que alejen al espectador de la veracidad requerida por sus realizadores.”

Fernando M. Peña en Film 1994 opinó:

”Debió ser un nunca más pero quedó como un todavía falta. El último y más comopleto documental de derechos humanos.”

Manrupe y Portela escriben:

”Inusual acercamiento a los apremios ilegales en un film experimental, militante y muy poco visto hasta su exhibición en el ciclo de cine político argentino “tercer cine”.”